# Abrota mirus
Abrota mirus är en fjärilsart som beskrevs av Fabricius 1793. Abrota mirus ingår i släktet Abrota och familjen praktfjärilar. Inga underarter finns listade i Catalogue of Life.